# 克里斯蒂安·多普勒
克里斯蒂安·安德烈亚斯·多普勒（德語：Christian Andreas Doppler，1803年11月29日—1853年3月17日），奥地利数学家、物理学家。

## 生平
多普勒1803年11月29日出生于奥地利萨尔茨堡的一个石匠家族。曾在维也纳工学院学习。1841年成为布拉格理工学院的数学教授。1850年，多普勒担任维也纳大学物理学院的首任院长。1853年在意大利的威尼斯去世，终年49岁。 
多普勒于1842年提出了多普勒效应，即：当观测者与波源发生相对运动时，所接收的波的频率会发生变化。这个效应后来通过聆听行进中的火车上演奏的音乐得到证实。多普勒试图用此来解释双星的颜色变化。现在这一效应广泛应用于光学、天文学、气象学、医学诊断和日常生活等诸多方面。

## 参阅
- 多普勒效应